# 유로비전 송 콘테스트
유로비전 송 콘테스트(영어: Eurovision Song Contest, 프랑스어: Concours Eurovision de la Chanson)는 유럽방송연맹(European Broadcasting Union) 회원국 시청자 앞에서 노래, 춤 등 자신의 기량을 뽐낸 뒤 순위를 가리는 유럽 최대의 음악 경연 대회이다. 세계에서 가장 시청자 수가 많은 방송중 하나로 2021년에는 1억 8000만명 이상이 시청했다.
이 콘테스트는 1951년부터 이탈리아 리비에라에서 개최된 이탈리아 전국 산레모 음악 페스티벌에서 영감을 받아 이를 기반으로 했다. 유로비전은 1956년부터 매년 개최되어(COVID-19 대유행으로 인한 2020년 제외) 가장 오래 지속되는 국제 음악 페스티벌이 되었다. 텔레비전 경쟁이자 세계에서 가장 오래 지속되는 텔레비전 프로그램 중 하나이다. EBU의 정회원과 초대된 준회원은 대회에 참가할 수 있다. 2023년 기준으로 52개국이 한 번 이상 참가했다. 각 참여 방송사는 16세 이상 최대 6명으로 구성된 가수 또는 그룹이 라이브로 공연할 3분 이하의 오리지널 곡 1곡을 보낸다. 각 국가는 음악 전문가 그룹과 해당 국가의 시청자 대중의 견해를 바탕으로 자신이 가장 좋아하는 노래 10개에 1~8, 10, 12점을 부여하며, 가장 많은 점수를 받은 노래가 우승자로 선언된다. 태양의 서커스(Cirque du Soleil), 마돈나(Madonna), 저스틴 팀버레이크(Justin Timberlake), 미카(Mika), 리타 오라(Rita Ora), 리버댄스(Riverdance)의 첫 번째 공연을 포함한 과거 공연과 함께 특별 의뢰된 오프닝 및 인터벌 공연과 음악가 및 기타 인물의 게스트 공연을 포함한 다른 공연도 대회와 함께 선보인다. 원래 저녁 단일 종목으로 구성되었던 이 대회는 새로운 국가(이스라엘, 오스트레일리아 등 유럽 이외의 국가 포함)가 합류하면서 확대되어 1990년대에 강등 절차가 도입되었고, 이후 2000년대에 대회 준결승전이 만들어졌다. 2023년 기준 독일은 한 번의 대회를 제외하고 모두 참가하여 다른 어떤 국가보다 더 많은 대회에 참가했으며, 아일랜드와 스웨덴은 각각 총 7승으로 최다 우승 기록을 보유하고 있다.
전통적으로 전년도 대회에서 우승한 국가에서 개최되는 이 대회는 개최국과 도시를 관광지로 홍보할 수 있는 기회를 제공한다. 매년 수천 명의 관중이 참석하며, 행사장 리허설, 경쟁 배우와의 기자 회견, 개최 도시의 기타 관련 행사 및 공연을 포함하여 대회의 모든 측면을 취재하는 언론인도 참석한다. 일반적인 유로비전 로고와 함께 각 이벤트마다 고유한 테마가 일반적으로 개발된다. 이 콘테스트는 모든 대륙의 국가에서 방영되었다. 2001년부터 공식 유로비전 웹사이트를 통해 온라인으로 시청 가능하다. 유로비전은 전 세계적으로 수억 명의 시청자를 보유하고 있으며 매년 세계에서 가장 많이 시청되는 비스포츠 이벤트 중 하나이다. 콘테스트에서의 공연은 종종 예술가들에게 지역적 경력 향상을 제공하고 어떤 경우에는 오래 지속되는 국제적 성공을 제공했다. ABBA, 셀린 디온, 훌리오 처치스, 클리프 리차드, 올리비아 뉴튼 존을 포함하여 세계에서 가장 많이 팔리는 음악 아티스트 중 몇몇이 과거 버전에서 경쟁했다. 세계에서 가장 많이 팔린 싱글 중 일부는 유로비전 무대에서 첫 국제 공연을 펼쳤다.
참가국과 비참가국 모두에서 대중의 인기를 얻은 이 콘테스트는 예술적 품질뿐 아니라 이벤트에 대한 정치적인 측면에 대한 비판의 대상이기도 했다. 잠재적으로 결과에 영향을 미칠 수 있는 국가 간의 정치적 우호와 경쟁에 대한 우려가 제기되었다. 논란의 여지가 있는 순간에는 참여 국가의 늦은 단계 철회, 방송사의 방송 부분 검열, 참여에 영향을 미치는 정치적 사건 등이 포함된다. 마찬가지로, 이 대회는 예술적 가치를 희생하면서 정교한 무대 쇼가 너무 많다는 비판도 받아왔다. 그러나 유로비전은 캠프 매력, 민족 및 국제 스타일의 음악적 범위, LGBT 문화의 일부로의 출현으로 인기를 얻었으며 그 결과 크고 활동적인 팬층이 형성되었으며 대중 문화에 영향을 미쳤다. 콘테스트의 인기로 인해 EBU가 주최하거나 외부 조직에서 주최하는 여러 유사한 이벤트가 만들어졌다. 특정 기념일을 축하하거나 취소로 인한 대체 행사를 위해 EBU에서 여러 특별 이벤트를 조직했다.

## 역사
‘유로비전’이라는 이름은 1950년 설립된 이래 세계에서 가장 활발한 사업을 펼치는 국제방송기구인 유럽방송연맹(EBU)의 텔레비전 활동을 통칭하는 유로비전(Eurovision)에서 따왔다. 유로비전의 프로그램 사업 가운데 대표적인 '유로비전 송 콘테스트'는 제 2차 세계대전 후 1955년 유럽방송연맹 회원 방송사들이 모나코에 모여 합의한 아이디어에서 출발했다. 그것은 “공동의 이벤트를 개최해 문화적 교류와 협력을 강화하고 동시에 이 이벤트를 모든 참가 방송사의 채널을 통해 방송하자”는 것이었다. 이탈리아에서 열리는 산레모 음악제를 모델로 삼아 노래와 춤 등의 퍼포먼스 경연을 벌이고 이 행사를 생방송으로 회원사에 중계하자는 것이었는데, 당시로는 위성 채널이 존재하지 않을 때였으므로 지상파의 마이크로웨이브 통신망을 통한 실험적인 생방송 중계였다. 이 계획은 현실로 옮겨져 다음 해인 1956년 스위스 루가노에서 ‘유로비전 송 콘테스트’이란 이름으로 탄생하게 됐다.
당시 참가국은 네덜란드, 스위스, 벨기에, 독일, 프랑스, 룩셈부르크와 이탈리아 등 7개국이었고 각국에서 2팀이 출전하여 우승을 겨루었다. 이후 오스트리아, 덴마크, 영국 등 서유럽 대부분의 국가들이 참여하게 되었고 지속적으로 참가국 수가 늘어나서 1980년대에 이르면서 그리스, 튀르키예, 키프로스 등 지중해 주변국까지 참여하는 명실상부 유럽 전체의 음악 제전으로 발돋움하게 됐다.
냉전 종식 후에는 구 공산권 국가들이 참가하기 시작했다. 예외적으로 냉전 기간 동안 중립이었던 유고슬라비아는 공산 국가임에도 1961년부터 출전했지만, 1992년을 마지막으로 유고슬라비아 전쟁으로 인해 출전을 중단했다.
'유럽'의 기준이 지리적 유럽 대륙도, 정치적인 유럽 연합 회원국도 아닌, 유럽방송연맹 가맹국이기에 이스라엘을 포함한 중동 국가들과 캅카스 국가들도 출전할 수 있고 이들 중 일부는 우승을 하기도 했다. 유럽과 지구 반대편에 있는 오스트레일리아는 2015년부터 정식으로 출전했다.
유로비전 송 콘테스트가 배출한 가장 큰 스타중 하나인 스웨덴의 팝그룹 ABBA는 1974년 'Waterloo’로 도전해 우승했다. 캐나다 출신 셀린 디옹도 1988년도 대회에서 스위스 대표로 출전해 프랑스어로 된 ‘Ne partez pas sans moi’를 불러 우승했다.
2022년에는 우크라이나 침공을 이유로 러시아와 벨라루스가 출전이 금지됐다.
2023년 기준 67개의 콘테스트가 있어 기네스 세계 기록에 따르면 유로비전은 가장 오랫동안 진행된 연례 국제 TV 음악 대회로 선정되었다. 이 대회는 세계에서 가장 오랫동안 방영된 TV 프로그램 중 하나로, 세계에서 가장 시청률이 높은 비스포츠 행사 중 하나로 선정되었다. 총 52개국이 최소 한 번의 대회에 참가했으며, 2008년에 처음으로, 2011년과 2018년에 단일 콘테스트에 43개국이 참가하는 기록을 세웠다. 오스트레일리아는 EBU 회원국이 아닌 국가 중 최초로 초청을 받아 참가한 국가가 되었다. 2015년 제60회 콘테스트를 앞두고 EBU; 처음에는 기념일 에디션의 "일회성"으로 발표되었지만 다음 해에 다시 초대되었으며 그 이후로 매년 참가했다.
유로비전은 2020년까지 매년 개최됐으나 코로나19 팬데믹으로 인해 해당 대회가 취소됐다. 유럽 내 바이러스 확산으로 인한 불확실성과 참가국 정부의 다양한 제한으로 인해 어떤 대회도 열리지 못했다. 그 대신 주최 측은 비경쟁 형식으로 2020년에 경쟁할 노래와 아티스트를 기리는 특별 방송인 "Eurovision: Europe Shine a Light"를 제작했다.

### 이름의 변화
콘테스트를 설명하고 각 에디션의 공식 로고에 사용되는 이름은 수년에 걸쳐 발전해 왔다. 첫 번째 콘테스트는 프랑스어로 "Grand Prix Eurovision de la Chanson Européenne", 영어로 "Eurovision Song Contest Grand Prix"라는 이름으로 제작되었으며, 각 방송 국가의 언어로 유사한 변형이 사용되었다. 1968년부터 영어 이름은 이름에서 'Grand Prix'를 삭제했으며 프랑스 이름은 1973년에 처음 사용된 "Concours Eurovision de la Chanson"으로 배치되었다. 콘테스트의 공식 브랜드 지침에는 이름의 번역이 다음과 같이 사용될 수 있다고 명시되어 있다. 경쟁 국가의 국가 전통과 브랜드 인지도에 관한 것이지만, 공식 명칭인 "유로비전 송 콘테스트"(Eurovision Song Contest)가 항상 선호된다. 콘테스트는 일반적으로 영어로 약어 "Eurovision"으로 지칭되며 내부 문서에서는 약어 "ESC"로 지칭된다.
대회의 공식 로고에 사용된 이름이 영어나 프랑스어가 아닌 경우는 단 4번뿐이었다. 이탈리아 이름인 "Gran Premio Eurovisione della Canzone"과 "Concorso Eurovisione della Canzone"은 각각 1965년과 1991년 대회를 주최할 때 사용되었다. 네덜란드 이름인 Eurovisiesongfestival은 1976년과 1980년 네덜란드에서 개최되었을 때 사용되었다.

## 진행 방식
전년 대회의 우승 국가가 대회를 주최한다. 매년 1월 전년 주최국과 금년 주최국 대표가 만나 상징적으로 대회를 넘겨준다. 이때 준결승전 참가국들이 1차, 2차 중 어디서 공연할지도 결정된다.
참여 국가는 3월 중반까지 출전 가수와 노래를 선정해야 한다. 일반적으로 공영 방송이 해당 국가를 대표해 선정을 담당한다. 유로비전 송 콘테스트는 주로 5월에 열린다.
콘테스트는 1차, 2차 준결승, 결승전으로 세차례 생방송된다. 이들은 차례대로 화요일, 목요일, 토요일에 방송된다. 콘테스트 외에도 주최 도시에서는 2주간 드레스 리허설과 레드 카펫 등의 행사가 열리고, 참가자들과 팬들이 선수촌에 머물며 교류한다.
대중음악에서 종사자들인 심사의원 투표와 시청자 투표를 합산해서 점수를 부여한다. 점수는 1점에서 8점, 10점, 12점 10종류가 있고, 심사의원과 시청자들이 각각 점수를 매기기 때문에 한 국가가 점수를 두 번 준다. 자국에는 투표할 수 없고, 빅5 국가들은 준결승에서 투표하지 않는다.
2022년 대회를 기준으로 참가한 41개국 중, 26개국만 결승전에 진출한다. 이 중 20개국은 준결승을 통해 올라오고 5개국은 '빅5' 자격으로 자동 진출한다. 빅 5에는 스페인, 프랑스, 이탈리아, 독일, 영국이 있다. 이들 국가들은 유럽방송연맹에 자금을 가장 많이 제공하는 국가들이다. 전 대회의 우승국도 자동 진출한다.

## 인기
유로비전 송 콘테스트는 세계 최대의 음악 행사이자 지역 문화의 중요한 요소이다. 유럽에서 콘테스트가 가장 인기있는 국가들은 스칸디나비아에 있다. 아이슬란드는 2016년 결승전에 자국이 진출을 못 했을때도 95%에 달하는 국민들이 결승전을 시청했다. 스웨덴도 같은 해 85%의 시청률을 기록했다.

## 참가국

1956년 이후의 참가 현황: 녹색은 적어도 한 번은 참가한 적이 있음. 노랑은 참가가 가능해도 참가한 적이 없음. 빨간색은 참가 의도가 있었으나 나중에 철회함.

유럽방송연맹(European Broadcasting Union)의 정회원(준회원이 아님)은 참가 자격이 있다. 정회원은 유럽방송지역(European Broadcasting Area)에 속한 국가에 거주하거나 유럽 평의회 회원국인 회원이다. 활동적인 회원에는 방송을 수신할 수 있는 장비를 갖추고 자국 내 최소 98%의 가구에 종종 방송이 제공되는 미디어 조직이 포함된다. 준회원 방송사는 콘테스트 추천 그룹의 승인에 따라 콘테스트에 참가할 수 있다.
유럽 방송 지역(European Broadcasting Area)은 국제전기통신연합(International Telecommunication Union)에 의해 서쪽의 ITU 지역 1 경계, 동쪽의 그리니치 동쪽 자오선 40°, 남쪽의 평행 북위 30° 사이의 지리적 영역을 포함하는 것으로 정의된다. 아르메니아, 아제르바이잔, 조지아 및 이러한 제한 범위 밖에 있는 이라크, 요르단, 시리아, 튀르키예 및 우크라이나의 일부 지역도 유럽 방송 지역에 포함된다.
지리적으로 대륙 경계 외부에 있거나 두 개 이상의 대륙에 걸쳐 있는 여러 국가가 방송 지역에 포함되므로 대회 참가 자격은 유럽 국가에만 국한되지 않는다. 이스라엘, 키프로스 등 서아시아 국가, 러시아, 튀르키예 등 유럽과 아시아에 걸쳐 있는 국가, 모로코 등 북아프리카 국가 등 이들 그룹의 국가들이 지난 에디션에 참가했다. 오스트레일리아는 콘테스트의 레퍼런스 그룹의 초대에 따라 2015년 유럽 방송 지역 외부에서 참가한 최초의 국가가 되었다.
참가를 원하는 EBU 회원은 대회 규칙에 명시된 조건을 충족해야 하며, 매년 별도의 사본이 작성된다. 하나의 콘테스트에는 최대 44개국이 참가할 수 있다. 방송사는 참가를 원하는 연도의 규칙에 명시된 마감일까지 EBU에 참가비를 미리 지불해야 한다. 이 수수료는 규모와 시청률에 따라 국가마다 다르다.
52개국이 적어도 한 번은 참가했다. 데뷔 연도와 함께 여기에 나열되어 있다.
| 연도 | 처음 참가한 나라                                                     |
| ---- | -------------------------------------------------------------------- |
| 1956 | 벨기에, 프랑스, 독일 (서독), 이탈리아, 룩셈부르크, 네덜란드, 스위스  |
| 1957 | 오스트리아, 덴마크, 영국                                             |
| 1958 | 스웨덴                                                               |
| 1959 | 모나코                                                               |
| 1960 | 노르웨이                                                             |
| 1961 | 핀란드, 스페인, 유고슬라비아                                         |
| 1964 | 포르투갈                                                             |
| 1965 | 아일랜드                                                             |
| 1971 | 몰타                                                                 |
| 1973 | 이스라엘                                                             |
| 1974 | 그리스                                                               |
| 1975 | 튀르키예                                                             |
| 1980 | 모로코                                                               |
| 1981 | 키프로스                                                             |
| 1986 | 아이슬란드                                                           |
| 1993 | 보스니아 헤르체고비나, 크로아티아, 슬로베니아                        |
| 1994 | 에스토니아, 헝가리, 리투아니아, 폴란드, 루마니아, 러시아, 슬로바키아 |
| 1998 | 북마케도니아                                                         |
| 2000 | 라트비아                                                             |
| 2003 | 우크라이나                                                           |
| 2004 | 알바니아, 안도라, 벨라루스, 세르비아 몬테네그로                      |
| 2005 | 불가리아, 몰도바                                                     |
| 2006 | 아르메니아                                                           |
| 2007 | 체코, 조지아, 몬테네그로, 세르비아                                   |
| 2008 | 아제르바이잔, 산마리노                                               |
| 2015 | 오스트레일리아                                                       |

## 개최
1958년 이후 일부 예외를 제외하면 전통적으로 우승 국가는 다음 해 행사를 개최한다. 대회 개최는 개최국을 관광지로 홍보할 수 있는 독특한 기회로 볼 수 있으며 개최 도시의 지역 경제 및 관광 부문에 혜택을 제공할 수 있다. 그러나 사실에 근거하든 아니든 일부 국가에서는 호스팅에 드는 비용이 많이 드는 부담을 피하고 싶어한다는 인식이 대중 문화에 반영되어 있으며, 때로는 우승 가능성 없이 고의적으로 수준 이하의 응모작을 보내는 결과를 낳기도 한다. 이 믿음은 Eurovision Song Contest: The Story of Fire Saga(2020)와 파더 테드(Father Ted) 에피소드 "A Song for Europe"(1996)의 줄거리에서 언급되었다. 매년 콘테스트 준비는 일반적으로 전년도 콘테스트가 끝날 때 시작되며, 우승 국가의 대표단은 우승자의 기자 회견에서 콘테스트 개최와 관련된 환영 정보 패키지를 받는다. 유로비전은 비영리 행사이며 일반적으로 각 참여 방송사의 수수료, 주최 방송사와 주최 도시의 기부금, 후원, 티켓 판매, 텔레보팅 및 상품으로 인한 상업 수익을 통해 자금 조달이 이루어진다. 일반적으로 개최지가 몇 년 전에 발표되는 올림픽 게임이나 FIFA 월드컵과는 달리, 일반적으로 행사 개최 요구에 맞게 건설이 정당화되는 특수 목적 기반 시설은 없다. 그러나 아제르바이잔 바쿠가 주최한 유로비전 송 콘테스트 2012는 아제르바이잔이 2011년 대회에서 우승하여 2012년 개최권을 얻었을 당시에는 존재하지 않았던 장소에서 열렸다. 대부분의 다른 대회는 기존 장소에서 열렸지만 개조 공사를 통해 개최되었다. 또는 때때로 콘테스트가 열리기 전 해에 수정이 이루어졌고 유로비전의 필요에 따라 정당화되었다.
이후 주최 방송사는 콘테스트 규칙에 명시된 특정 기준을 충족해야 하는 개최 도시(일반적으로 국가 또는 지역 수도)를 선택한다. 개최 장소는 최소 10,000명의 관중을 수용할 수 있어야 하고, 1,500명의 언론인을 수용할 수 있는 프레스 센터는 국제공항에서 쉽게 접근할 수 있어야 하며, 최소 2,000명의 대표단, 언론인 및 관중을 수용할 수 있는 호텔 숙박 시설을 갖추고 있어야 한다. 지난 에디션에는 소규모 극장과 TV 스튜디오부터 대규모 경기장과 경기장에 이르기까지 다양한 장소가 사용되었다. 가장 큰 개최 장소는 코펜하겐의 파켄 스타디움(Parken Stadium)으로 2001년에는 거의 38,000명의 관중이 참석했다. 1993년 대회 당시 인구가 1,500명에 달했던 아일랜드의 밀스트리트(Millstreet)는 그린 글렌스 아레나(Green Glens Arena)의 경기장 규모에도 불구하고 여전히 가장 작은 개최 장소로 남아 있다. 최대 8,000명의 관중을 수용할 수 있다.

### 유로비전 로고 및 테마
2004년까지 콘테스트의 각 에디션은 해당 호스트 방송사가 결정한 고유한 로고와 시각적 아이덴티티를 사용했다. 일관된 시각적 아이덴티티를 만들기 위해 2004년 공모전을 앞두고 일반 로고를 선보였다. 이는 일반적으로 주최 방송사가 각 개별 콘테스트를 위해 디자인한 독특한 테마 아트워크와 함께 진행되며, 개최국 국기는 유로비전 심장 중앙에 눈에 띄게 배치된다. 원래 로고는 런던에 본사를 둔 에이전시 JM 인터내셔널이 디자인했으며 2014년 암스테르담에 본사를 둔 시티즌 에이전시가 제60회 대회를 위해 개편했다.
콘테스트 제작자는 무대 디자인, 오프닝 및 간격 막, "엽서"를 포함하여 콘테스트 각 에디션의 시각적 아이덴티티를 구성할 때 개별 테마를 활용한다. 짧은 비디오 엽서는 출품작 사이에 삽입되어 있으며 1970년에 처음 소개되었다. 처음에는 여러 국가가 경쟁하지 않기로 결정한 후 콘테스트를 "대량화"하려는 시도였으나 이후 쇼의 정규 부분이 되었으며 일반적으로 하이라이트가 되었다. 개최국을 소개하고 경쟁 행위를 소개한다. 2002년 처음 선보인 에디션별 고유 슬로건 역시 각 대회의 시각적 아이덴티티를 이루는 중요한 부분이었으며, 2024년부터 영구 슬로건으로 대체되었다. 영구 슬로건인 "United by Music"은 이전에 2023년 콘테스트의 슬로건으로 사용된 후 콘테스트의 글로벌 브랜드 전략의 일환으로 향후 모든 버전에서 유지되었다.

### 준비
호스트 장소에서의 준비는 일반적으로 결승전 약 6주 전에 시작되며, 이는 경쟁 아티스트가 도착하기 전 건축 작업과 기술 리허설을 수용하기 위한 것이다. 대표단은 일반적으로 라이브 쇼가 시작되기 2~3주 전에 개최 도시에 도착하며, 참여하는 각 방송사는 대표단의 이동을 조정하고 EBU에 대한 해당 국가의 대표 역할을 담당할 대표단 장을 지명한다. 각국의 대표단에는 연주자, 작곡가, 작사가, 언론인, 그리고 라이브 오케스트라가 있는 해에는 지휘자가 포함된다. 원할 경우 해설자가 참석하며, 해설자는 청중 뒤 경기장 뒤편에 위치한 전용 부스에서 해당 국가의 언어로 해당 국가의 라디오 및 TV 피드에 대한 행사 해설을 제공한다.
각 국가는 비공개로 2번의 개인 리허설을 진행하는데, 첫 번째는 30분, 두 번째는 20분이다. 준결승 진출자를 위한 개별 리허설은 라이브 공연 일주일 전에 시작되며, 국가는 일반적으로 대회 기간 동안 공연할 순서대로 리허설을 진행한다. 개최국 리허설과 '빅 5' 자동 결선 진출팀의 리허설이 이번 주말에 열린다. 리허설 후 대표단은 쇼 제작팀과 만나 리허설 장면을 검토하고 특별한 요구 사항이나 변경 사항을 제기한다. 이 리허설 주간에는 공인된 팬 및 언론과 함께하는 "만남 및 인사" 세션이 열린다. 각 라이브 쇼에 앞서 3번의 드레스 리허설이 진행되며, 전체 쇼는 TV에서 상영되는 것과 동일한 방식으로 진행된다. 방송 전날 밤 진행되는 '심사위원 쇼' 또는 '저녁 프리뷰 쇼'라고도 불리는 두 번째 드레스 리허설은 기술적인 문제가 발생할 경우를 대비한 녹화 백업으로 활용되며, 이번 공연 중 공연은 각국의 전문 배심원이 투표를 결정한다. 각 준결승의 예선 국가 대표단은 해당 준결승 후 예선 기자회견에 참석하고, 승리한 대표단은 결승전 후 승자 기자회견에 참석한다.
환영 리셉션은 일반적으로 라이브 쇼 전 일요일에 개최 도시의 한 장소에서 열리며, 여기에는 모든 참가 국가를 위한 레드 카펫 행사가 포함되며 일반적으로 온라인으로 방송된다. 공인된 대표단, 언론인 및 팬들은 공식 나이트클럽인 "유로클럽"(EuroClub)에 입장할 수 있으며 일부 대표단은 자체 파티를 열 수도 있다. "유로비전 빌리지(Eurovision Village)"는 대중에게 무료로 공개되는 공식 팬 존으로, 콘테스트 아티스트의 라이브 공연과 대형 스크린에서 라이브 쇼를 상영한다.

## 규칙
이 콘테스트는 유럽방송연맹(EBU)이 주최국의 참가 방송사와 함께 매년 주최한다. 이벤트는 EBU가 임명한 총괄 감독관과 지명된 대표단 대표가 대표하는 모든 참가 방송사를 대표하는 참조 그룹에 의해 모니터링된다. 현재 최고 감독자는 2020년 5월 존 올라 샌드(Jon Ola Sand)의 역할을 맡은 마틴 오스터달(Martin Österdahl)이다. 자세한 규칙 세트는 EBU가 각 콘테스트에 대해 작성하고 레퍼런스 그룹의 승인을 받았다. 이러한 규칙은 시간이 지남에 따라 변경되었으며 일반적으로 경쟁 노래의 적격성, 콘테스트 형식, 우승자를 결정하는 데 사용되는 투표 시스템 및 결과 표시 방법에 대한 개요를 설명한다.

### 출전 자격
유럽방송연맹은 유럽연합에서 독립적인 기관으로 가맹국들은 유럽 대륙에만 있지 않고 중동과 캅카스에도 있다. 제휴국들 중 유로비전 송 콘테스트가 가장 인기있는 오스트레일리아도 연맹의 결정으로 참가가 허락됐다.
출전 노래와 가수를 선정하는 것은 가맹국의 재량에 있다. 이탈리아의 산레모 음악제처럼 전국적인 행사로 선정할 수도 있고, 영국의 BBC처럼 주관 방송사가 내부적으로 선정할 수도 있다. 가수가 해당 국가의 국민이 아니어도 출전할 수 있다. 오스트레일리아인인 올리비아 뉴턴존은 영국 대표로 나왔다.
노래는 다음과 같은 자격을 충족해야 한다. 첫째, 길이는 3분 이내이다. 둘째, 콘테스트를 위해 작곡된 오리지널 곡이다. 셋째, 리드 보컬은 무대에서 라이브로 부른다. 넷째, 무대위 공연자가 6명을 초과할 수 없다.

### 투표
유로비전 송 컨테스트의 규정은 공식적으로 정치적 이유에서 투표하는 것을 금지했지만, 현실에서는 우호적인 국가들이 표를 몰아주거나 악감정이 있는 국가에 표로 복수하는 것을 쉽게 볼 수 있다.
유로비전의 시청자 투표가 1997년 처음 도입된 이후, 서로 우호적인 국가들이 서로 높은 점수를 주는 경향이 강해졌다. 2017년 플로리다 주립 대학교의 연구 결과에 따르면 두 국가가 지속적으로 평균보다 높은 수준의 점수를 주고받는 '결탁 투표'가 국가별로 평균 1977년 이후 10배 이상 증가했다.
해당 연구에 따르면 1977년과 87년 사이 결탁 투표의 사례가 영국과 독일 사이 사례밖에 없었다. 이후 30년간 참가국 수가 18개국에서 43개국으로 느는 동안 결탁 투표는 10배 이상 증가했다. 가장 대표적인 사례는 북유럽 국가들과 구소련 국가들이 있다. 이외에도 같은 언어를 쓰는 루마니아와 몰도바, 그리스와 키프로스, 튀르키예와 아제르바이잔이 서로에게 높은 점수를 매번 몰아준다. 발칸반도 국가들의 경우에는 서로 사이가 좋지 않아도, 같은 문화권에 서로의 대중문화에 익숙하기에 점수를 후하게 주고받는다.
2003년 대회에서 영국 리버풀 출신 팝 듀오 제미니(Jemini)는 듀엣 곡 Cry Baby로 0점을 받았다. 많은 영국인들은, 제미니의 실패가 잘못된 곡 선정, 기술적 문제 외에도 정치적인 이유가 있다고 믿었다. BBC의 유로비전 해설자 테리 우건은 영국이 "이라크 백래시"에 시달리고 있다고 주장했다.

### 방송
참가 방송사는 자신이 경쟁하는 준결승전을 생방송으로 방송해야 하며, 자동 결선 진출자의 경우 투표해야 하는 준결승전과 결승전 전체를 방송해야 한다. 여기에는 모든 경쟁곡, 짧은 공연 클립이 포함된 투표 요약, 투표 절차 또는 준결승 예선 공개, 결승전 우승곡의 재현이 포함된다. 1999년부터 이를 원하는 방송사에는 쇼 일정 중 짧고 필수적이지 않은 휴식 시간 동안 광고를 제공할 수 있는 기회가 주어졌다. 긴급 상황 발생 등 예외적인 상황에서는 참여 방송사가 이벤트 방송을 지연하거나 연기할 수 있다. 방송사가 다른 시나리오에서 예상대로 프로그램을 방송하지 못하는 경우 EBU의 제재를 받을 수 있다. 대회에 참가할 수 없는 국가의 여러 방송사는 이전에 해당 시장에서 대회를 방송했다.
전국 방송사가 EBU에서 전송한 유로비전 피드에 가입하고 탈퇴하면 EBU/유로비전 네트워크 로고 ID(노래 콘테스트 자체의 로고와 구별됨)가 표시된다. 동반 음악(다른 유로비전 방송에 사용됨)은 마크 앙투안 샤르팡티에의 테 데움(Te Deum)의 서곡(Marche en rondeau)이다. 원래는 유로비전 네트워크와 유럽방송연맹 모두에 동일한 로고가 사용되었지만 이제는 두 가지 다른 로고가 있다. 최신 유로비전 네트워크 로고는 2012년에 도입되었으며, 프로그램 시작과 끝에서 ID가 전송될 때 나타나는 것은 바로 이 유로비전 네트워크 로고이다.
EBU는 2015년 제60회 대회를 앞두고 모든 판의 영상과 관련 자료를 수집하기 위해 2011년에 시작된 프로젝트에 이어 현재 두 판을 제외한 대회의 녹화물을 아카이브에 보관하고 있다. 1956년 텔레비전을 보유한 소수의 유럽인을 대상으로 한 첫 번째 대회를 위한 유럽 방송의 시청자는 주로 라디오를 통해 이루어졌다. 사용할 수 있는 유일한 영상은 리스 아시아가 우승한 노래를 재현한 키네스코프 녹음이다. 1964년 콘테스트에 대한 전체 기록은 존재하지 않으며, 살아남은 사본의 운명에 대한 상충되는 보고도 있다. 그러나 두 콘테스트의 오디오 녹음은 존재하며 두 이벤트의 일부 짧은 영상도 남아 있다.

## 콘테스트의 확대
1956년 제1회 대회에 참가한 최초의 7개 국가에서 시간이 지남에 따라 경쟁 국가의 수가 꾸준히 증가했다. 1965년 제10회 대회에는 18개국이 참가했고, 1990년에는 22개국이 매년 정기적으로 대회에 참가했다.
투표 시스템 및 기타 콘테스트 규칙에 대한 약간의 수정 외에 콘테스트 형식에 대한 근본적인 변화는 1980년대 후반과 1990년대 초 유럽에서 발생한 이벤트로 인해 이전 동구권의 새로운 국가에서 관심이 높아지는 1990년대 초반까지 도입되지 않았다. 특히 1993년 동유럽의 경쟁 OIRT 네트워크와 EBU의 합병 이후 더욱 그렇다.

### 사전 선택 및 강등
1993년 콘테스트에는 29개국이 참가 등록을 했는데, EBU는 이 숫자가 단일 TV 쇼에 합당하게 들어갈 수 없다고 간주했다. 이후 경쟁 출품작 수를 줄이기 위해 처음으로 사전 선발 방식을 도입했으며, 행사 한 달 전 슬로베니아 류블랴나에서 열린 크발리피카치야 자 밀스트리트(Kvalifikacija za Millstreet)에는 중부 및 동부 유럽 7개국이 참가했다. 7개 경쟁 국가 간 투표를 통해 보스니아 헤르체고비나, 크로아티아, 슬로베니아가 아일랜드 밀스트리트에서 열리는 대회에 참가할 것으로 선정되었으며, 에스토니아, 헝가리, 루마니아, 슬로바키아는 참가가 허용되기까지 1년을 더 기다려야 했다. 1994년 대회 참가를 위해 새로운 강등 시스템이 도입되었으며, 최하위 국가는 다음 해 대회에 출전하지 못하고 이전 대회에 참가하지 않은 국가로 대체되었다. 1993년 하위 7개 국가는 다음 해 대회에 참가하지 못했으며 크발리피카치야 자 밀스트리트에서 실패한 4개 국가와 리투아니아, 폴란드, 러시아의 새로운 참가 국가로 대체되었다.
이 시스템은 1994년 1995년 대회 예선을 위해 다시 사용되었지만 노르웨이 오슬로에서 대회 몇 달 전에 오디오 전용 예선 라운드가 열렸던 1996년 대회에는 새로운 시스템이 도입되었다. 이 시스템은 주로 유로비전의 가장 큰 시장이자 재정 기여국 중 하나인 독일을 달래기 위한 시도로 도입되었으며, 그렇지 않으면 이전 시스템에서 강등되었을 것이다. 29개 국가가 자동으로 자격을 갖춘 노르웨이 호스트와 함께 본선에서 22개 자리를 놓고 경쟁했다. 그러나 독일은 결국 탈락했고, 헝가리, 루마니아, 러시아, 덴마크, 이스라엘, 마케도니아와 함께 오슬로 대회에 참가하지 못하는 7개국 중 하나가 되었다. 2024년 현재 이것은 독일이 참가하지 않은 유일한 ESC이다. 1997년 대회에서는 1993년부터 1995년 사이에 사용된 것과 유사한 강등 시스템이 도입되었으며, 이전 5개 대회의 각 국가의 평균 점수를 결정하는 척도로 사용되었다. 어느 나라가 강등될지. 이는 이후 2001년에 다시 변경되어 1993년과 1995년 사이에 사용된 것과 동일한 시스템으로 돌아가서 해당 연도 대회의 결과만 강등에 반영된다.

### "빅 4"와 "빅 5"
1999년에는 프랑스, 독일, 스페인, 영국에 강등 면제 조항이 도입되어 2000년 대회와 모든 후속 대회에 자동으로 출전할 수 있는 권리를 부여했다. 매년 콘테스트에 막대한 자금을 지원하는 가장 높은 급여를 받는 EBU 회원인 이 그룹은 이후 "빅 4" 국가로 알려지게 되었다. 이 그룹은 2011년 이탈리아가 다시 경쟁을 시작하면서 확장되어 "빅 5"가 되었다. 2004년 준결승이 도입된 이후 원래 대회의 가장 큰 재정 후원자들의 재정적 기여를 놓치지 않도록 하기 위해 도입된 "빅 5"는 이제 자동으로 개최국과 함께 결승전에 진출할 자격을 얻었다.
자동 예선에 대한 보고된 반감과 준결승에서 경쟁하지 않음으로써 무대에서 더 적은 시간을 소비하는 잠재적인 불이익을 바탕으로 이 상태가 국가의 결과에 영향을 미치는지에 대한 논쟁이 남아 있다. 그러나 "빅 5" 국가의 결과가 매우 다양할 수 있다는 점을 고려하면 이 상태는 더욱 복잡해 보인다. 이러한 상황은 다른 경쟁 국가들로부터 경악을 불러일으켰으며, 무엇보다도 튀르키예가 2012년 이후 참가를 중단한 이유로 언급되었다.

### 준결승 도입
2003년 대회에 지원하는 새로운 국가의 유입으로 인해 2004년부터 준결승전이 도입되었으며 대회는 이틀 동안 진행되었다. 매년 결승전에서 상위 10개 국가는 "빅 4"와 함께 다음 해 결승전에 자동으로 진출하게 된다. 즉, 다른 모든 국가가 10개의 예선 자리를 놓고 경쟁하기 위해 준결승에 진출하게 된다. 2004년 튀르키예 이스탄불 대회에는 알바니아, 안도라, 벨로루시, 세르비아, 몬테네그로의 신규 참가와 이전에 강등되었던 국가의 복귀 등 기록적인 36개국이 참가했다. 이 준결승의 형식은 결승전 며칠 전에 진행되는 결승전과 유사하게 유지되었다. 공연과 투표 기간이 끝난 후, 결승전에 진출할 수 있는 가장 높은 점수를 획득한 10개 국가의 이름이 쇼가 끝날 때 발표되었으며, 콘테스트 발표자들이 무작위 순서로 공개했다.
단일 준결승전은 2005년부터 2007년까지 계속 개최되었다. 그러나 핀란드 헬싱키에서 열린 2007년 대회에는 42개국이 경쟁했고, 준결승에서는 28개의 참가작이 결승 진출권 10위를 놓고 경쟁했다. 2007년 대회의 주로 중부 및 동부 유럽 예선과 서유럽 국가의 낮은 성적에 대한 비판에 이어 세르비아 베오그라드에서 2008년 대회를 위해 두 번째 준결승전이 도입되었으며 현재 모든 국가는 다음 중 하나에서 경쟁하고 있다. 개최국과 "빅 4"만 포함된 두 번의 준결승전과 2011년부터 "빅 5"가 자동으로 예선을 통과한다. 각 준결승에는 10개의 예선 자리가 제공되며, 블록의 영향을 줄이기 위해 지리적 위치와 이전 투표 패턴을 기반으로 두 준결승 사이에 경쟁 국가를 분할하는 새로운 시스템이 도입되었다. 투표하고 결과를 예측하기 어렵게 만든다.

## 비판과 논란
이 콘테스트는 음악적 내용과 이벤트의 정치적 요소로 보고된 내용 모두에 대해 상당한 비판의 대상이었으며, 역사 과정에서 여러 논란의 여지가 있는 순간이 목격되었다.

### 음악 스타일 및 표현
과거 경쟁 출품작의 음악적 품질에 대한 비판이 제기되었으며, 특정 음악 스타일은 국제 청중 중에서 가능한 한 많은 잠재적 유권자에게 어필하기 위해 다른 음악 스타일보다 더 자주 제시되는 것으로 인식되었다. 파워 발라드, 포크 리듬, 풍선껌 팝이 최근 몇 년간 이 대회의 주요 곡으로 여겨져 왔으며, 이로 인해 이 행사가 형식화되었다는 주장이 제기되었다. 미디어와 시청자가 정기적으로 조롱했던 과거 경쟁 항목의 다른 특징으로는 사랑 및 평화에 대한 가사와 주요 변경 사항이 풍부하다는 점, 영어가 모국어가 아닌 사용자의 영어 발음 등이 있다. 유로비전이 주로 TV 쇼라는 점을 감안할 때 수년에 걸쳐 경쟁 공연은 음악 이외의 수단을 통해 시청자의 관심을 끌려고 시도했으며 정교한 조명 디스플레이, 불꽃 놀이, 화려한 무대 연극 및 의상이 최근 콘테스트에서 흔히 볼 수 있게 되었다. 이러한 전술에 대한 비판은 일부 경쟁 항목의 약한 음악적 품질로 인해 시청자의주의를 분산시키는 방법으로 부과되었다.
이러한 특성 중 많은 부분이 미디어와 다른 곳에서 조롱당하는 반면, 다른 사람들에게는 이러한 특성이 축하되고 콘테스트를 매력적으로 만드는 필수적인 부분으로 간주된다. 매년 경쟁하는 많은 공연이 위 범주 중 일부에 속하지만, 이 대회는 역사상 록, 헤비메탈, 재즈, 컨트리, 일렉트로닉, R&B, 힙합, 아방가르드 음악 등 다양한 음악 스타일을 선보였다.

### 정치적 논란
아티스트와 노래가 궁극적으로 한 국가를 대표하는 만큼, 이번 대회에서는 얼어붙은 갈등으로 인한 경쟁 국가 간의 정치적 긴장, 경우에 따라 공개 전쟁이 공연과 투표에 반영되는 여러 논란의 여지가 있는 순간이 있었다.
아르메니아와 아제르바이잔 간의 갈등은 여러 차례 대회에 영향을 미쳤다. 유로비전에서 양국 간 갈등은 2000년대 후반 양국이 경쟁을 시작한 이후 급속도로 확대되어 정치적 행위에 대해 양국 방송사에 벌금과 징계 조치가 내려졌고, 정치적 하위 텍스트 혐의로 경쟁 노래 한 곡의 제목이 강제 변경되었다. 대회에서 러시아와 우크라이나 간의 상호 작용은 원래 긍정적이었지만, 두 국가 간의 정치적 관계가 악화됨에 따라 유로비전의 관계도 더욱 복잡해졌다. 2016년 우크라이나 우승곡 '1944'에 대해 불만이 제기됐다. 이 노래의 가사는 크리미아 타타르족의 추방을 언급했지만, 러시아 대표단은 이 노래가 러시아의 크리미아 합병을 고려하면 더 큰 정치적 의미를 갖는다고 주장했다. 우크라이나가 다음 해 대회 개최를 준비하는 동안, 러시아가 선출한 대표인 율리야 사모일로바(Yuliya Samoylova)는 이전에 우크라이나 법에 따라 불법적으로 크림 반도에 입국한 적이 있다는 이유로 입국이 금지되었다. 러시아는 사모일로바의 원격 공연 제안을 러시아 방송사 채널 원 러시아(Channel One Russia)가 거부하자 결국 콘테스트에서 탈퇴했고, 그 결과 EBU는 우크라이나 방송사 UA:PBC를 질책했다. 러시아의 우크라이나 침공과 이에 따른 다른 참가국들의 항의로 인해 러시아는 2022년 대회 출전이 금지되었고, 우크라이나가 우승을 차지했다. 2009년 러시아 모스크바 대회에 조지아가 출품할 예정인 "We Don't Wanna Put In"은 가사가 블라디미르 푸틴의 러시아-조지아 전쟁을 비판하는 것처럼 보여 논란을 불러일으켰다. EBU의 가사 변경 요청이 거부되자 조지아 방송사 GPB는 이후 행사에서 탈퇴했다. 벨로루시의 2021년 출품 예정인 'Ya nauchu tebya (I'll Teach You)' 역시 논란이 된 선거 결과에 대한 시위로 논란을 불러일으켰고, 앞서 언급한 노래와 또 다른 잠재적인 노래가 중립성과 정치화에 관한 대회의 규칙의 위반으로 간주되어 해당 국가를 실격 처리했다.
이스라엘의 콘테스트 참여는 과거 여러 논란의 여지가 있는 순간을 가져왔다. 뮌헨 학살 이후 1년이 채 안 된 1973년에 이스라엘이 처음 등장하면서 룩셈부르크 시 경기장에 보안 병력이 강화되었다. 1978년 이스라엘의 첫 번째 승리는 이스라엘이 국가에 대한 인식 부족으로 공연할 때 일반적으로 광고로 끝나는 대회를 방송하는 아랍 국가들에게 논란의 여지가 있는 것으로 판명되었으며, 이스라엘이 승리할 것이 분명해졌을 때 이들 방송사 중 다수가 끝나기 전에 투표의 피드를 잘라냈다. 경쟁할 자격이 있는 아랍 국가들은 이스라엘의 존재로 인해 참가를 거부했으며, 모로코는 유로비전에 참가한 유일한 아랍 국가로, 처음으로 경쟁했으며 2023년 현재 이스라엘이 참가하지 않았던 유일한 시기였다. 이스라엘의 참여는 이스라엘의 현재 정부 정책에 반대하는 사람들로부터 비난을 받아왔다. 이에 대한 대응으로 보이콧, 투자철회 및 제재(BDS) 운동 지지자들을 포함하여 텔아비브에서 열리는 2019년 대회를 앞두고 요르단강 서안지구와 가자지구의 팔레스타인인을 향한 국가의 정책과 이스라엘의 핑크워싱(pinkwashing)에 대해 문제를 제기하는 단체들에 대해 보이콧을 요구하는 다양한 정치 단체들이 제기되었다. 다른 사람들은 문화적 보이콧이 지역의 평화 증진에 반대되는 것이라고 주장하면서 보이콧에 반대하는 캠페인을 벌였다. 이스라엘의 대회 참여는 2023년 10월 이스라엘-하마스 전쟁 발발 이후 다시 의문이 제기되었으며, 2024년 대회를 앞두고 국가의 제외를 다시 요구했다. 그러나 그해 콘테스트에 대한 이스라엘의 출품작은 EBU에 의해 승인되었지만 EBU는 하마스가 이끄는 팔레스타인 무장 세력의 10월 7일 이스라엘 공격을 언급한 원래 가사의 정치적 성격에 반대했기 때문에 다시 작성해야 했다.

### 정치적, 지리적 투표
이 콘테스트는 투표 과정에 정치적 요소가 포함되어 있는 것으로 설명되었으며, 이는 국가가 노래 자체의 음악적 장점보다는 정치적 관계를 기반으로 다른 국가에 더 자주 그리고 더 많은 양으로 투표를 제공할 것이라는 인식이다. 이 주제에 관해 수많은 연구와 학술 논문이 작성되었으며, 이는 특정 국가가 동일한 방식으로 자주 투표하여 "클러스터" 또는 "파벌"을 형성한다는 것을 입증했다. 한 연구에서는 투표 블록이 콘테스트의 우승자를 결정하는 데 중요한 역할을 할 수 있다고 결론 내렸다. 적어도 두 번에 걸쳐 블록 투표가 우승한 노래에 대한 투표에서 중추적인 요소였다는 증거가 있다. 이러한 "블록"에 대한 다른 견해는 특정 국가가 유사한 음악적 취향, 공유된 문화적 연결, 높은 수준의 언어 간 유사성과 상호 이해성을 바탕으로 다른 국가에 높은 점수를 할당하므로 경쟁 국가에 감사하고 투표할 가능성이 더 높다고 주장한다. 구체적으로 정치적 관계보다는 이러한 요소를 기반으로 이들 국가의 노래가 있다. 다른 투표 패턴에 대한 분석을 통해 특히 1997년에 외국인이 출신 국가에 투표하는 원격 투표가 도입된 이후 공유된 종교에 기반한 국가 간의 투표 선호도를 나타내는 사례가 드러났으며, 특히 1997년에 원격 투표가 도입된 이후 "애국적 투표"도 나타났다.
이 콘테스트의 투표 패턴은 디 이코노미스트 및 BBC 뉴스를 포함한 뉴스 출판사에 의해 보고되었다. 투표 시스템에 대한 비판은 2000년대 중반 최고조에 달했고, 이로 인해 보고된 투표 편견에 대해 국가들이 대회를 보이콧해야 한다는 요구가 많았다. 특히 2007년 대회에서 동유럽 국가들이 결승전에서 상위 15위권을 차지했고, 예선을 장악했다. 보다 전통적인 유로비전 국가들의 저조한 성과는 이후 유럽 의회에서 논의되었으며, 투표의 진전은 테리 워건(Terry Wogan)이 영국 해설자로서 사임한 이유 중 하나로 언급되었다. 이러한 비판에 대응하여 EBU는 2008년에 지리적 근접성과 투표 기록을 기준으로 국가를 분할하는 두 번째 준결승전을 도입했으며, 블록 투표의 영향을 줄이기 위한 노력의 일환으로 2009년에 음악 전문가로 구성된 심사위원단이 다시 도입되었다.

### LGBT의 가시화
유로비전은 LGBT 커뮤니티에서 오랫동안 팬 기반을 유지해 왔으며 콘테스트 주최자는 1990년대부터 이러한 팬을 이벤트에 포함시키기 위해 적극적으로 노력해 왔다. 폴 오스카(Paul Oscar)는 1997년 아이슬란드를 대표하여 대회에 참가한 최초의 공개 게이 예술가가 되었다. 이 대회의 첫 트랜스 공연자인 이스라엘의 다나 인터내셔널(Dana International)은 1998년에 우승한 최초의 LGBT 아티스트가 되었다. 2021년에는 니키 드 야거(Nikkie de Jager)가 콘테스트 개최를 한 첫 번째 트랜스젠더 아티스트가 되었다.
이후 LGBT 커뮤니티의 공개 멤버 몇 명이 계속해서 경쟁하고 우승했다. 공개적으로 게이인 토마스 뉴워스의 드래그 페르소나인 콘치타 부르스트가 2014년 오스트리아 대회에서 우승했다. 공개적으로 양성애자 연기자 던컨 로렌스(Duncan Laurence)가 2019년 네덜란드 대회 우승자였다. 2021년 이탈리아 콘테스트 우승자인 록 밴드 모네스킨은 공개적으로 양성애자인 빅토리아 드 안젤리스(Victoria De Angelis)를 베이시스트로 선보인다. 2007년 세르비아 대회에서 우승한 마리야 셰리포비치(Marija Šerifović)는 이후 2013년에 레즈비언임을 공개적으로 커밍아웃했다. 과거 경쟁 노래와 공연에는 동성 관계에 대한 언급과 암시가 포함되어 있었다. 1961년 우승곡인 "Nous les amoureux"에는 동성애 관계가 직면한 어려움에 대한 언급이 포함되어 있다. 2013년 콘테스트에서 크리스타 지그프리드(Krista Siegfrids)의 "Marry Me" 공연에는 그녀의 여성 백댄서 중 한 명과의 동성 키스가 포함되었다. 2018년 아일랜드 라이언 오샤너시(Ryan O'Shaughnessy)의 "Together" 무대 쇼에는 두 명의 남성 댄서가 동성 관계를 묘사했다. 2014년 부르스트 우승을 비롯해 우크라이나의 베르카 세르두치카(Verka Serduchka), 덴마크의 DQ, 슬로베니아의 세스트레(Sestre) 등 드래그 퍼포머들이 등장했다.
최근 몇 년 동안 유럽 전역의 다양한 정치적 이념이 유로비전 환경, 특히 LGBT 권리와 관련해 충돌했다. 1998년 버밍엄 대회에 다나 인터내셔널이 선정된 것은 이스라엘 사회의 정통 종교 집단의 반대와 살해 위협으로 점철되었으며, 대회에서 그녀의 숙소는 방탄 창문이 있는 버밍엄의 유일한 호텔인 것으로 알려졌다. 한때 정규 참가자이자 일회 우승자인 터키는 투표 규칙에 대한 불만을 이유로 2013년 처음으로 콘테스트에서 탈퇴했으며, 최근 터키 방송사 TRT는 LGBT 공연을 지속적인 보이콧의 또 다른 이유로 언급하며 2013년 핀란드 동성키스 사건 방송을 거부했다. 헝가리 방송사 MTVA는 공식적인 이유를 밝히지 않았지만 대회에서 LGBT의 가시화는 2020년 이후 헝가리가 참가하지 않는 결정적인 요인으로 언급되었다. 유럽에서 반LGBT 정서가 고조되면서 특히 2013년 러시아에서 "동성애 선전" 법이 도입된 이후 대회 관중들의 야유가 눈에 띄게 증가했다. 콘치타 부르스트의 승리는 러시아 정치 무대에서 비판을 받았다. 몇몇 보수 정치인들은 그 결과에 불만을 표명했다. 대회에서 LGBT 가시성에 대한 충돌은 중국과 같이 경쟁하지 않는 국가에서 발생했으며, 중국 방송 지침에 어긋나는 '비정상적인 성적 관계 및 행동'에 대한 검열로 인해 2018년 대회 기간 동안 방송권이 종료되었다.

## 문화적 영향
유로비전 송 콘테스트는 전 세계적으로 많은 관심을 받고 있으며 연간 관객 수는 1억~6억 명에 이르다. 이 콘테스트는 첫해부터 전 세계적으로 문화적인 영향을 미쳤다. 키치한 매력을 지닌 것으로 정기적으로 묘사되며 텔레비전 스케치와 에딘버러 프린지 및 멜버른 코미디 페스티벌의 무대 공연에서 패러디 주제로 포함된다. 에이탄 폭스의 2013년 이스라엘 코미디 컵케익스(Cupcakes), 넷플릭스 2020 뮤지컬 코미디 유로비전 송 콘테스트: 파이어 사가 스토리 등 콘테스트를 기념하는 여러 영화가 제작되었다. 이 영화는 EBU의 지원을 받아 제작되었으며 윌 페렐과 레이철 맥애덤스가 주연을 맡았다.
유로비전은 대규모 온라인 팔로어를 보유하고 있으며 여러 독립 웹사이트, 뉴스 블로그 및 팬 클럽이 이 이벤트에 전념하고 있다. 가장 오래되고 가장 큰 유로비전 팬 클럽 중 하나는 OGAE로, 1984년 핀란드에서 설립되었으며 현재 전 세계 40개 이상의 전국 지부 네트워크를 보유하고 있다. 전국 지부는 유로비전을 홍보하고 축하하기 위해 정기적으로 이벤트를 개최하며, 참여하는 몇몇 방송사는 출품작을 준비할 때 이러한 지부와 긴밀히 협력한다.
매년 콘테스트를 준비하면서 여러 국가에서 3월 국가 선정 쇼가 끝나고 5월 본 콘테스트 사이에 "사전 파티"라고 알려진 소규모 이벤트를 정기적으로 개최한다. 이러한 이벤트에는 일반적으로 해당 연도 콘테스트에 참가할 아티스트가 참여하며, 장소에서의 공연과 팬 및 언론과의 만남으로 구성된다. 매년 암스테르담에서 개최되는 유로비전 인 콘서트(Eurovision in Concert)는 이러한 이벤트 중 첫 번째 이벤트 중 하나로 2008년에 첫 번째 에디션을 개최했다. 정기적으로 개최되는 기타 이벤트로는 런던 유로비전 파티(London Eurovision Party), 마드리드의 PrePartyES, 텔아비브의 이스라엘 콜링(Israel Calling) 등이 있다. 특히 2020년 유럽에서 코로나19 대유행이 발생한 이후 여러 커뮤니티 이벤트가 가상으로 열렸다. 유로비전어겐(EurovisionAgain)은 팬들이 유튜브 및 기타 소셜 미디어 플랫폼에서 과거 콘테스트를 동기화하여 시청하고 토론하는 이니셔티브이다. 첫 번째 코로나19 봉쇄 기간 동안 시작된 이 이벤트는 이후 유럽 전역의 트위터에서 최고의 트렌드가 되었으며 영국 기반 LGBTQ 자선 단체에 £20,000 이상의 기부를 촉진했다.

## 특별 이벤트 및 관련 대회
여러 기념일 이벤트와 "유로비전 라이브 이벤트"(Eurovision Live Events) 브랜드 하의 관련 콘테스트가 EBU와 회원 방송사와 함께 조직되었다. 또한, 참여 방송사에서는 때때로 국내 시청자를 위한 특별 유로비전 프로그램을 의뢰했으며, 국내 및 국제 수준에서 EBU 프레임워크 외부에서 수많은 다른 모방 대회가 개발되었다.
EBU는 콘테스트 역사상 선정된 기념일을 기념하기 위해 여러 이벤트를 개최했다. 1981년 25주년을 기념하기 위해 개최된 송즈 오브 유럽(Songs of Europe)에서는 1981년까지 모든 유로비전 송 콘테스트 우승자의 라이브 공연과 비디오 녹화를 진행했다. "Congratulations: 50 Years of the Eurovision Song Contest"은 행사 50주년을 기념하기 위해 2005년에 조직되었으며 콘테스트의 첫 50년 동안 선정된 14개의 출품작 중에서 가장 인기 있는 노래를 결정하는 콘테스트를 선보였다. 2015년에는 유로비전 송 콘테스트의 그레이트 히츠(Greatest Hits)가 행사 60주년을 맞이하여 과거 유로비전 아티스트의 공연 콘서트와 이전 콘테스트의 공연 영상 몽타주 및 영상을 선보였다. 2020년 콘테스트가 취소된 후 EBU는 특별 비경쟁 방송인 "Eurovision: Europe Shine a Light"를 편성하여 대회에 참가할 노래를 소개했다.
EBU가 주최하는 다른 콘테스트로는 12세에서 21세 사이의 유럽 음악가들을 위한 클래식 음악 대회인 유로비전 영 뮤지션스(Eurovision Young Musicians), 16세에서 21세 사이의 비전문 공연자를 위한 댄스 대회인 유로비전 영 댄서스(Eurovision Young Dancers; Interkultur)와 협력하여 제작되고 세계 합창단 게임을 모델로 한 비전문 유럽 합창단을 위한 합창 대회인 유로비전 합창단(Eurovision Choir), 주로 유럽 국가를 대표하는 9세에서 14세 사이의 가수들을 위한 유사한 노래 콘테스트인 주니어 유로비전 송 콘테스트(Junior Eurovision Song Contest)가 있다. 유로비전 댄스 콘테스트(Eurovision Dance Contest)는 2007년과 2008년 두 차례에 걸쳐 한 쌍의 무용수들이 볼룸댄스와 라틴댄스를 선보이던 행사였다.
유사한 국제 음악 대회가 EBU 외부에서도 조직되었다. 소포트 국제가요제는 1961년부터 매년 개최되어 왔다. 1977년부터 1980년 사이에 EBU와 유사한 동유럽 방송 네트워크인 국제 라디오 텔레비전 기구(OIRT)의 후원으로 인터비전 노래 경연대회로 이름이 바뀌었다. 이베로 아메리칸 콘테스트인 OTI 페스티벌은 이전에 유럽, 북미 및 남미의 히스패닉권 및 루소권 국가에서 개최되었다. 투르크족과 연계된 국가 및 자치 지역을 위한 대회인 튀르크비전 송 콘테스트(Turkvision Song Contest)가 2013년부터 조직되었다. 마찬가지로 미국 예술가를 위한 대회인 아메리칸 송 콘테스트(American Song Contest)가 2022년에 미국의 주 및 준주에서 개최되었다. 캐나다와 라틴 아메리카의 예술가를 위한 콘테스트의 각색이 개발 중이지만 전자에 대한 개발은 중단되었다.

## 역대 유로비전 송 콘테스트 결과

역대 유로비전 송 콘테스트 우승국 및 우승 횟수

아래는 유로비전 송 콘테스트에서 우승한 국가를 가리킨다.
- 1956년:  스위스 (리스 아시아)
- 1957년:  네덜란드 (코리 브로컨)
- 1958년:  프랑스 (앙드레 클라보)
- 1959년:  네덜란드 (테디 스홀턴)
- 1960년:  프랑스 (자클린 부아에)
- 1961년:  룩셈부르크 (장-클로드 파스칼)
- 1962년:  프랑스 (이자벨 오브레)
- 1963년:  덴마크 (그레테 & 예르겐 잉만)
- 1964년:  이탈리아 (질리올라 칭케티)
- 1965년:  룩셈부르크 (프랑스 갈)
- 1966년:  오스트리아 (우도 위르겐스)
- 1967년:  영국 (샌디 쇼)
- 1968년:  스페인 (마시엘)
- 1969년:  스페인 (살로메),  영국 (룰루),  네덜란드 (레니 쿠르),  프랑스 (프리다 보카라) 공동우승
- 1970년:  아일랜드 (다나)
- 1971년:  모나코 (세베린)
- 1972년:  룩셈부르크 (비키 레안드로스)
- 1973년:  룩셈부르크 (앤-마리 다비드)
- 1974년:  스웨덴 (아바)
- 1975년:  네덜란드 (티치-인)
- 1976년:  영국 (브라더후드 오브 맨)
- 1977년:  프랑스 (마리 미리암)
- 1978년:  이스라엘 (이즈하르 코헨, 알파베타)
- 1979년:  이스라엘 (밀크 앤 허니)
- 1980년:  아일랜드 (조니 로건)
- 1981년:  영국 (벅스 피즈)
- 1982년:  독일 (니콜)
- 1983년:  룩셈부르크 (코린 에르메스)
- 1984년:  스웨덴 (헤레이스)
- 1985년:  노르웨이 (바비삭스!)
- 1986년:  벨기에 (산드라 킴)
- 1987년:  아일랜드 (조니 로건)
- 1988년:  스위스 (셀린 디온)
- 1989년:  유고슬라비아 (리바)
- 1990년:  이탈리아 (토토 쿠티뇨)
- 1991년:  스웨덴 (카롤라)
- 1992년:  아일랜드 (린다 마틴)
- 1993년:  아일랜드 (니브 캐버노)
- 1994년:  아일랜드 (폴 해링턴, 찰리 맥게티건)
- 1995년:  노르웨이 (시크릿 가든)
- 1996년:  아일랜드 (이미어 퀸)
- 1997년:  영국 (카트리나 앤 더 웨이브스)
- 1998년:  이스라엘 (다나 인터내셔널)
- 1999년:  스웨덴 (샬로트 닐손)
- 2000년:  덴마크 (올센 브라더스)
- 2001년:  에스토니아 (타넬 파다르, 데이브 벤튼, 2XL)
- 2002년:  라트비아 (마리야 나우모바)
- 2003년:  튀르키예 (세르타브 에레네르)
- 2004년:  우크라이나 (루슬라나)
- 2005년:  그리스 (헬레나 파파리주)
- 2006년:  핀란드 (로르디)
- 2007년:  세르비아 (마리야 셰리포비치)
- 2008년:  러시아 (디마 빌란)
- 2009년:  노르웨이 (알렉산데르 뤼바크)
- 2010년:  독일 (레나 마이어란드루트)
- 2011년:  아제르바이잔 (엘 & 니키)
- 2012년:  스웨덴 (로린)
- 2013년:  덴마크 (엠멜리에 데 포레스트)
- 2014년:  오스트리아 (콘치타 부르스트)
- 2015년:  스웨덴 (몬스 셀멜뢰브)
- 2016년:  우크라이나 (자말라)
- 2017년:  포르투갈 (살바도르 소브랄)
- 2018년:  이스라엘 (네타 바르질라이)
- 2019년:  네덜란드 (덩컨 로런스)
- 2020년: 코로나19 범유행의 여파로 인하여 취소됨.[11][12]
- 2021년:  이탈리아 (모네스킨)
- 2022년:  우크라이나 (칼루시 오케스트라)
- 2023년:  스웨덴 (로린)
- 2024년:  스위스 (네모)
- 2025년:  오스트리아 (JJ)

### 국가별 우승 횟수
| 우승 횟수 | 국가         | 우승 연도                                              |
| --------- | ------------ | ------------------------------------------------------ |
| 7         | 아일랜드     | 1970년, 1980년, 1987년, 1992년, 1993년, 1994년, 1996년 |
| 7         | 스웨덴       | 1974년, 1984년, 1991년, 1999년, 2012년, 2015년, 2023년 |
| 5         | 영국         | 1967년, 1969년, 1976년, 1981년, 1997년                 |
| 5         | 룩셈부르크   | 1961년, 1965년, 1972년, 1973년, 1983년                 |
| 5         | 프랑스       | 1958년, 1960년, 1962년, 1969년, 1977년                 |
| 5         | 네덜란드     | 1957년, 1959년, 1969년, 1975년, 2019년                 |
| 4         | 이스라엘     | 1978년, 1979년, 1998년, 2018년                         |
| 3         | 노르웨이     | 1985년, 1995년, 2009년                                 |
| 3         | 덴마크       | 1963년, 2000년, 2013년                                 |
| 3         | 이탈리아     | 1964년, 1990년, 2021년                                 |
| 3         | 우크라이나   | 2004년, 2016년, 2022년                                 |
| 3         | 스위스       | 1956년, 1988년, 2024년                                 |
| 3         | 오스트리아   | 1966년, 2014년, 2025년                                 |
| 2         | 스페인       | 1968년, 1969년                                         |
| 2         | 독일         | 1982년, 2010년                                         |
| 1         | 모나코       | 1971년                                                 |
| 1         | 벨기에       | 1986년                                                 |
| 1         | 유고슬라비아 | 1989년                                                 |
| 1         | 에스토니아   | 2001년                                                 |
| 1         | 라트비아     | 2002년                                                 |
| 1         | 튀르키예     | 2003년                                                 |
| 1         | 그리스       | 2005년                                                 |
| 1         | 핀란드       | 2006년                                                 |
| 1         | 세르비아     | 2007년                                                 |
| 1         | 러시아       | 2008년                                                 |
| 1         | 아제르바이잔 | 2011년                                                 |
| 1         | 포르투갈     | 2017년                                                 |

- 1969년에 열린 유로비전 송 콘테스트에서는 우승곡이 4개가 나왔다.
- 독일은 "서독" 시절의 기록을 포함한다.
- 세르비아는 "세르비아"라는 국가 아래 첫 참가에 우승을 했지만, 유고슬라비아와 세르비아 몬테네그로로 참가하여 우승한 적이 있다.
- 러시아는 소련 해체 이전에 "소련"이라는 단일 국가로 참가한 적이 없다.

## 역대 유로비전 송 콘테스트 개최 도시

역대 유로비전 송 콘테스트 개최국 및 개최 횟수
1회만 개최한 국가
2회 이상 개최한 국가

아래는 역대 유로비전 송 콘테스트를 개최한 도시를 가리킨다.
- 1956년:  스위스 루가노
- 1957년:  서독 프랑크푸르트암마인
- 1958년:  네덜란드 힐베르쉼
- 1959년:  프랑스 칸
- 1960년:  영국 런던
- 1961년:  프랑스 칸
- 1962년:  룩셈부르크 룩셈부르크시
- 1963년:  영국 런던
- 1964년:  덴마크 코펜하겐
- 1965년:  이탈리아 나폴리
- 1966년:  룩셈부르크 룩셈부르크시
- 1967년:  오스트리아 빈
- 1968년:  영국 런던
- 1969년:  스페인 마드리드
- 1970년:  네덜란드 암스테르담
- 1971년:  아일랜드 더블린
- 1972년:  영국 에든버러
- 1973년:  룩셈부르크 룩셈부르크시
- 1974년:  영국 브라이턴
- 1975년:  스웨덴 스톡홀름
- 1976년:  네덜란드 헤이그
- 1977년:  영국 런던
- 1978년:  프랑스 파리
- 1979년:  이스라엘 예루살렘
- 1980년:  네덜란드 헤이그
- 1981년:  아일랜드 더블린
- 1982년:  영국 해러깃
- 1983년:  서독 뮌헨
- 1984년:  룩셈부르크 룩셈부르크시
- 1985년:  스웨덴 예테보리
- 1986년:  노르웨이 베르겐
- 1987년:  벨기에 브뤼셀
- 1988년:  아일랜드 더블린
- 1989년:  스위스 로잔
- 1990년:  유고슬라비아 자그레브
- 1991년:  이탈리아 로마
- 1992년:  스웨덴 말뫼
- 1993년:  아일랜드 밀스트리트
- 1994년:  아일랜드 더블린
- 1995년:  아일랜드 더블린
- 1996년:  노르웨이 오슬로
- 1997년:  아일랜드 더블린
- 1998년:  영국 버밍엄
- 1999년:  이스라엘 예루살렘
- 2000년:  스웨덴 스톡홀름
- 2001년:  덴마크 코펜하겐
- 2002년:  에스토니아 탈린
- 2003년:  라트비아 리가
- 2004년:  튀르키예 이스탄불
- 2005년:  우크라이나 키이우
- 2006년:  그리스 아테네
- 2007년:  핀란드 헬싱키
- 2008년:  세르비아 베오그라드
- 2009년:  러시아 모스크바
- 2010년:  노르웨이 오슬로
- 2011년:  독일 뒤셀도르프
- 2012년:  아제르바이잔 바쿠
- 2013년:  스웨덴 말뫼
- 2014년:  덴마크 코펜하겐
- 2015년:  오스트리아 빈
- 2016년:  스웨덴 스톡홀름
- 2017년:  우크라이나 키이우
- 2018년:  포르투갈 리스본
- 2019년:  이스라엘 텔아비브
- 2020년:  네덜란드 로테르담 (취소)
- 2021년:  네덜란드 로테르담
- 2022년:  이탈리아 토리노
- 2023년:  영국 리버풀
- 2024년:  스웨덴 말뫼
- 2025년:  스위스 바젤

### 관례와 예외
유로비전 송 콘테스트에서 우승한 국가는 다음 해 콘테스트의 개최권을 갖는 것이 1958년 콘테스트부터 이어져 온 관례이나 몇 가지 예외가 존재한다.
- 1960년 유로비전 송 콘테스트는 원래 개최국으로 내정되어 있던 네덜란드가 개최를 철회함에 따라 영국 런던에서 개최되었다.
- 1963년 유로비전 송 콘테스트는 원래 개최국으로 내정되어 있던 프랑스가 재정 문제로 인하여 개최를 철회함에 따라 영국 런던에서 개최되었다.
- 1969년 유로비전 송 콘테스트에서 프랑스, 네덜란드, 스페인, 영국 4개국이 공동 우승을 차지함에 따라 유럽 방송 연맹은 1970년 유로비전 송 콘테스트 개최국을 추첨을 통해 선정하기로 결정했다. 추첨 결과, 네덜란드가 1970년 유로비전 송 콘테스트 개최국으로 결정되었다.
- 1972년 유로비전 송 콘테스트는 원래 모나코에서 열릴 예정이었으나, 모나코가 개최에 적합한 장소를 찾지 못함에 따라 개최권을 반납했다. 이에 따라 영국 에든버러에서 대신 개최되었다.
- 1974년 유로비전 송 콘테스트는 원래 룩셈부르크에서 열릴 예정이었으나, 룩셈부르크가 개최 비용 문제로 인하여 개최권을 반납했다. 이에 따라 영국 브라이턴에서 대신 개최되었다.
- 1980년 유로비전 송 콘테스트는 원래 이스라엘에서 열릴 예정이었으나, 이스라엘이 개최 비용 문제로 인하여 개최권을 반납했다. 이에 따라 네덜란드 헤이그에서 대신 개최되었다.
- 2020년 유로비전 송 콘테스트는 원래 네덜란드 로테르담에서 열릴 예정이었으나, 2020년 3월 18일에 유럽에서 일어난 코로나19 범유행의 여파에 따른 유럽 방송 연맹의 결정에 따라 취소되었다. 유럽 방송 연맹은 이에 대한 보상 차원에서 네덜란드 로테르담에 2021년 유로비전 송 콘테스트 개최 자격을 부여하기로 결정했다.
- 유럽 방송 연맹은 2022년 7월 25일에 공개된 공식 성명을 통해 러시아의 우크라이나 침공의 여파에 따른 안전 문제로 인하여 우크라이나가 2023년 유로비전 송 콘테스트를 개최할 수 없다고 결정했다. 이에 따라 2022년 유로비전 송 콘테스트에서 준우승을 차지했던 영국이 2023년 유로비전 송 콘테스트 개최국으로 선정되었다.[13] 유럽 방송 연맹(EBU)과 영국 방송 협회(BBC)는 2022년 10월 7일에 리버풀을 2023년 유로비전 송 콘테스트 개최 도시로 선정했다.[14]

## 같이 보기
- 주니어 유로비전 송 콘테스트
- 유로비전 아시아 송 콘테스트
- 튀르크비전 송 콘테스트